# 卡洛斯·马丁内斯
卡洛斯·马丁内斯（西班牙語：Carlos Martínez，1999年3月30日—），哥斯达黎加男子足球运动员，司职中场、后卫。他曾代表哥斯达黎加参加2022年国际足联世界杯，结果队伍止步小组赛阶段。